# Lac de la Laguibe
Le lac de la Laguibe ou étang de la Laguibe est un étang privé situé sur le territoire de la commune d'Ondres.
Il est entouré de beaucoup de Jussie qui font l'objet de campagne d'arrachage.

## Présentation
À l'instar de l'étang du turc ou de celui de Garros, le lac de la Laguibe se trouve sur le bassin versant du cours d'eau de la Palibe. Palibe est le nom local du cours d'eau de l'Anguillère, long de 15,1 km qui se jette dans le Boudigau.